# Drosera sessilifolia
Drosera sessilifolia (A.St.Hil., 1826) è una pianta carnivora della famiglia delle Droseracee, diffusa in Sud America.
Il nome della specie deriva dal fatto che le foglie partono direttamente dal fusto ed è assente il picciolo.

## Distribuzione e habitat
La specie è presente in Colombia, Guyana, Venezuela, Bolivia e Brasile.